# 10201
10201（一万二百一、いちまんにひゃくいち）は自然数、また整数において、10200の次で10202の前の数である。

## 性質
- 10201は合成数であり、約数は 1, 101, 10201 である。
  - 約数の和は10403。
    - 約数の和が素数になる15番目の数である。1つ前は7921、次は15625。
- 10201 =1012
  - 101番目の平方数である。1つ前は10000、次は10404。
- 202番目の回文数である。1つ前は10101、次は10301。
  - 1桁の数を除くと192番目の回文数である。
  - 7番目の回文平方数である。1桁の平方数を除くと4番目である。1つ前は676、次は12321。
- 各位の和が4になる43番目の数である。1つ前は10120、次は10210。